# Kartografiska institutet
Kartografiska institutet AB var ett svenskt företag för framställning av kartor.
Företaget grundades 1915 av Magnus Lundqvist under namnet Kartografiska byrån. Från 1922 var man dotterbolag till Sveriges Litografiska Tryckerier (senare Esselte) och slogs samman med Centraltryckeriet. Kartografiska institutet bytte senare namn till Esselte Map Service, och såldes av före 1990.